# چهارده شمشیر
چهارده شمشیر یک فیلم سینمایی چینی_هنگ کنگی در ژانر ووشیا محصول سال ۲۰۱۰ به کارگردانی دانیل لی و بازیگری دانی ین، جائو وی، سامو هونگ، وو چون، کیت تسوئی، چی یووو و دیمین لائو می‌باشد. این فیلم در ۴ فوریه ۲۰۱۰ در چین و در ۱۱ فوریه ۲۰۱۰ در هنگ کنگ اکران شد.

## خلاصه داستان
در دوران سلسله مینگ یک مأمور مخفی گارد امپراتوری به کشورش خیانت کرده و توسط هم رزمان خود تحت تعقیب قرار می‌گیرد